# جورج إتش وو
جورج إتش وو (بالإنجليزية: George H. Wu)‏ هو قاضي ومحامي أمريكي، ولد في 1950 في نيويورك في الولايات المتحدة.